# Onthophagus foveatus
Onthophagus foveatus là một loài bọ cánh cứng trong họ Bọ hung (Scarabaeidae).